# Chantal Baudaux
Chantal Nathalie Baudaux Jiménez (Caracas, 4 de enero de 1980) es una modelo, actriz de televisión y teatro venezolana. De padre francés y madre española, ha participado en diversas series de televisión y novelas de la cadena Radio Caracas Televisión. Está casada desde 2008 con el empresario Alberto Morla.
Después de varias participaciones en comerciales y anuncios publicitarios, en el año 1998 fue escogida como la protagonista de la serie juvenil Hoy te vi junto con Sandy Olivares, dando inició a su carrera en la televisión venezolana.
Participó en numerosas telenovelas de RCTV con gran éxito en la década del 2000. Tuvo una destacada actuación en el año 2002 en la telenovela de misterio venezolana La mujer de Judas, la cual protagonizó junto al también actor Juan Carlos García, con niveles de aceptación muy buenos y retransmitida en diversos países, allí interpretó a "Gloria Leal", una estudiante que podía ver el fantasma de un sacerdote que le advertía sobre asesinatos misteriosos. En 2009 fue coprotagonista de Calle Luna, Calle Sol, compartiendo créditos con Mónica Spear y Manuel Sosa.  
Entre 2007 y 2008 participó en dos películas para televisión, Señor Presidente y Pensión Amalia, transmitidas por la cadena RCTV Internacional.
En 2015 protagonizó el vídeo Se acabó de San Luis feat Chino y Nacho junto a Yuvanna Montalvo y Sócrates Serrano, además regresó a la pantalla chica para un episodio de Escándalos en Televen. 
En mayo de 2016 posó junto a sus hijos Zoe y Luc para la revista OK.

## Filmografía

### Televisión
| Telenovelas | Telenovelas           | Telenovelas                       | Telenovelas              | Telenovelas |
| Año         | Telenovela            | Papel                             | Rol                      |             |
| ----------- | --------------------- | --------------------------------- | ------------------------ | ----------- |
| 2020        | Almas en pena         | La Planchada                      | Episodio: «La Planchada» |             |
| 2016        | Escándalos            | Érika Montalbán                   | Episodio: «El doble»     |             |
| 2009        | Calle Luna, Calle Sol | Gabriela "Gaby" Bustamante        | Estelar                  |             |
| 2007        | Dr. G y las mujeres   | Susana "Susy" Andrade Niño        | Estelar                  |             |
| 2005-2006   | Amantes               | Isabel Sarmiento de Bejerano      | Protagonista             |             |
| 2004-2005   | Negra consentida      | Viviana Altúnez Meaño             | Estelar                  |             |
| 2003-2004   | La Cuaima             | Alfonsina Russo "La Nena"         | Antagonista principal    |             |
| 2002        | La Mujer de Judas     | Gloria Leal                       | Protagonista             |             |
| 2001        | Carissima             | Adriana Libordo                   | Estelar                  |             |
| 2000        | Mis 3 hermanas        | Beatriz Estrada Morandi "La Beba" | Co - protagonista        |             |
| 1998-1999   | Hoy te vi             | Jessica Linares Urdaneta          | Protagonista             |             |

### Cine
| Año  | Título           | Rol               | Notas |
| ---- | ---------------- | ----------------- | ----- |
| 2004 | Natalia de 8 a 9 | Mariana Brito     |       |
| 2007 | Señor Presidente | Camila Canales    |       |
| 2008 | Pensión Amalia   | Cristina González |       |
| 2014 | "Dos de trébol"  | Jimena            |       |